# دائولاگالا
دائولاگالا (به لاتین: Daulagala) یک منطقهٔ مسکونی در سری‌لانکا است که در استان مرکزی (سری‌لانکا) واقع شده‌است.